# Rolf Höhne
Wilhelm Rolf Paul Höhne (* 26. September 1908 in Hamburg; † 19. September 1947 in Bautzen) war ein deutscher Geologe, Prähistoriker und SS-Obersturmbannführer.

## Leben
Rolf Höhne studierte Geologie und wurde 1933 an der Universität Greifswald promoviert. Im Jahre 1931 trat er der SS (SS-Nummer 8.820) und zum 1. November desselben Jahres der NSDAP bei (Mitgliedsnummer 680.099). Er wurde Leiter der Abteilung III b im SS-Rasse- und Siedlungshauptamt und später persönlicher Mitarbeiter des Reichsführers SS Heinrich Himmler. Am 9. November 1936 wurde er zum SS-Obersturmführer befördert.
Im Juni 1937 entdeckte er die angeblichen Überreste Heinrichs des Voglers in Quedlinburg. Im Februar und Mai 1938 leitete er die Ahnenerbe-Lehr- und Forschungsabteilung für Ausgrabungen, später dann die Abteilung für Geologie und Mineralogie.
Nach Beginn des Zweiten Weltkrieges trat in den Dienst der Waffen-SS, wo er Anfang April 1941 – ebenso wie in der Allgemeinen SS – bis zum SS-Obersturmbannführer aufstieg. Ab 1941/42 befehligte er das SS-Wehrgeologen-Bataillon 500. Die Aufgaben des Bataillons waren unter anderem die Suche und Überprüfung von Trinkwasser in den besetzten Gebieten, Bodenforschung vor dem Erstellen von militärischen Anlagen und der Bau von Bunkern. Sie waren auch an Verteidigungslinien an der Küste der Normandie zur Abwehr der Invasion und zuletzt beim Bau der Verteidigungslinie Blaue Linie in Norditalien beteiligt, wobei es auch zu Kämpfen mit Partisanen und Vergeltungsaktionen an Zivilisten (zum Beispiel im Massaker von Pedescala im Mai 1945) kam.
Rudolf Höhne starb 1947 im Speziallager Bautzen.

## Veröffentlichungen
- Beiträge zur Stratigraphie, Tektonik und Paläogeographie des südbaltischen Rhät-Lias, insbes. auf Bornholm. Bamberg, Greifswald 1933 (= Dissertation).
- Die Bedeutung moderner geophysikalischer Vermessungen von Grundwasservorkommen vor der Ausführung von Neu- und Erweiterungsbauten von Wasserwerken, [Oldenbourg], München 1950.